# Haltepunkt Rumeln
Der Haltepunkt Rumeln liegt im Duisburger Ortsteil Rumeln-Kaldenhausen im Stadtbezirk Rheinhausen.

## Lage und Aufbau

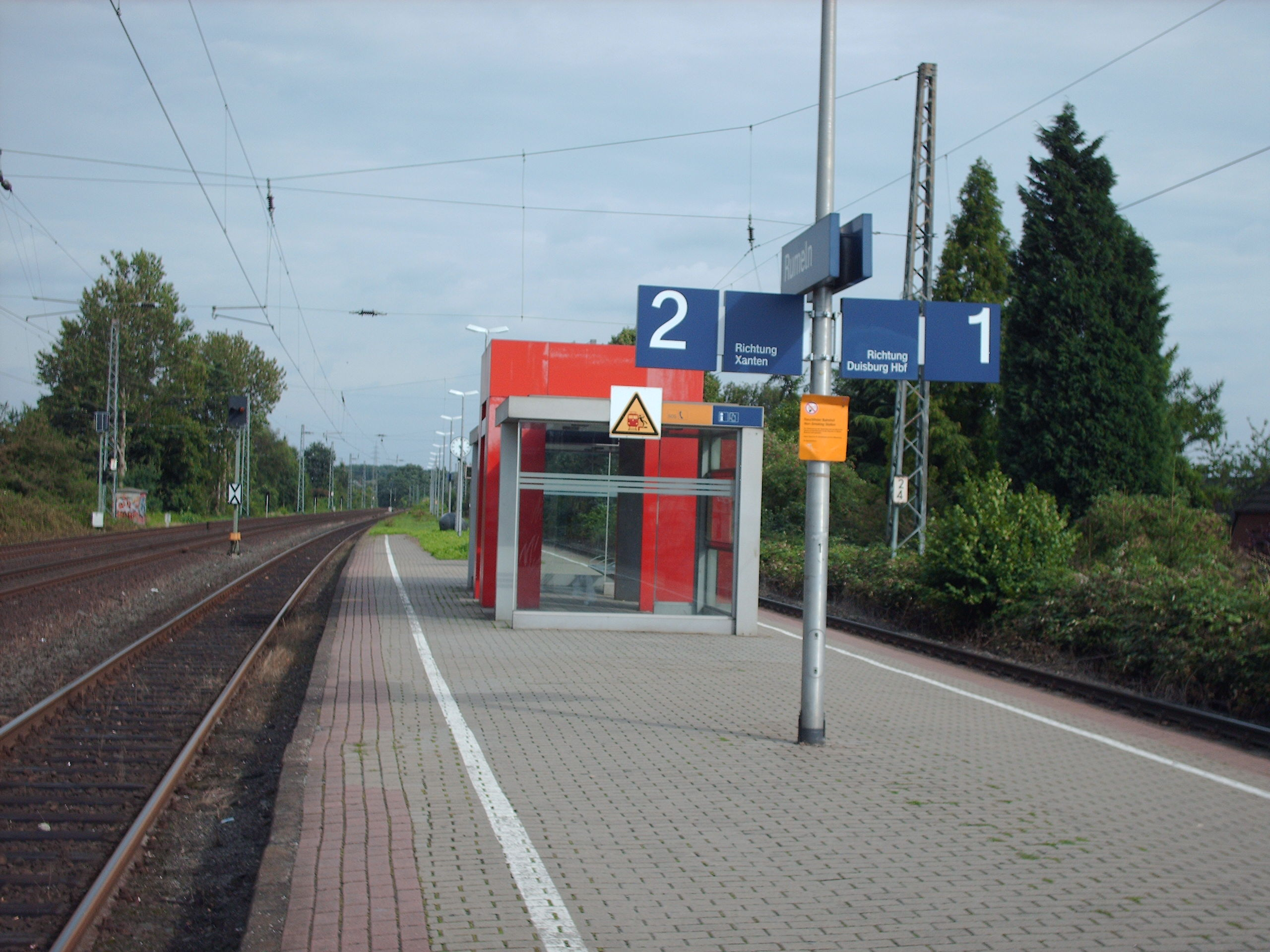
Bahnsteig des Hp Rumeln, 2008

Der Haltepunkt befindet sich im Osten des Stadtteils Rumeln-Kaldenhausen südlich des Toeppersees. Er verfügt über einen Mittelbahnsteig an der VzG-Strecke 2330 (Rheinhausen – Xanten – Kleve). Parallel zu dieser Strecke führt die VzG-Strecke 2340 (Trompet – Abzw Duisburg-Mühlenberg), die ausschließlich dem Schienengüterverkehr dient. Das Rumelner Empfangsgebäude aus dem Jahr 1904 steht nahe der Unterführung Bahnhofstraße. Es wird 2020 von einem Restaurant genutzt. 

## Geschichte
Die 1934 zusammengeschlossenen Gemeinden Rumeln und Kaldenhausen verhandelten ab 1885 mit dem Eisenbahn-Betriebsamt Krefeld über die Einrichtung von Haltepunkten. Da sich die Gemeinden jedoch nicht an den Kosten beteiligen wollten, kam das Vorhaben vorerst nicht zustande. Kaldenhausen erklärte sich 1888 dann bereit, 300 Mark bereitzustellen, dem mit der baldigen Eröffnung eines Haltepunkts an der Strecke Uerdingen – Homberg nachgekommen wurde. Mit dem Bau der Nebenbahn Rheinhausen – Kleve ging der Haltepunkt Rumeln am 23. Dezember 1903 in Betrieb. Ab dem 15. Februar 1904 war die Betriebsstelle für den Gepäckverkehr eingerichtet, im April desselben Jahres begann der Bau eines Empfangsgebäudes.
Zwischen 1918 und 1921 wurde der Streckenabschnitt zwischen den benachbarten Betriebsstellen Abzweigstelle Borgschenhof und Bahnhof Trompet in Dammlage gebracht und die höhengleichen Übergänge beseitigt.

## Personenverkehr
Der Bahnhof wird stündlich von der Regionalbahnlinie RB 31 „Der Niederrheiner“ bedient. Die Linie verbindet Rumeln mit dem Duisburger Hauptbahnhof und Xanten. Werktags wird die Linie auf einen halbstündlichen Takt zwischen Duisburg Hbf und Moers verdichtet. Betreiber der Linie ist seit dem Fahrplanwechsel am 13. Dezember 2009 die NordWestBahn.
Der Regionalexpress 44 (Bottrop–Moers) hat keinen Halt in Rumeln.
Am Bahnhof Rumeln hält des Weiteren die von der Duisburger Verkehrsgesellschaft betriebene Buslinie 924 (Stand 2020). In Bahnhofsnähe befinden sich einige Park-and-ride-Plätze.
| Linie | Verlauf | Takt                                       | Betreiber    |
| ----- | --- | ------------------------------------------ | ------------ |
| RB 31 | Der Niederrheiner: Xanten – Alpen – Millingen – Rheinberg (Rheinl) – Moers – Trompet – Rumeln – Rheinhausen – Duisburg Hbf Stand: Fahrplanwechsel Dezember 2021 | 60 min 23/37 min (Moers–Duisburg werktags) | NordWestBahn |